# Parafia św. Jana Chrzciciela w Kupnie
Parafia św. Jana Chrzciciela w Kupnie – parafia rzymskokatolicka znajdująca się w diecezji rzeszowskiej w dekanacie Kolbuszowa Wschód. Erygowana w 1925.